# Marquette County (Michigan)
Marquette County je okres v severní části státu Michigan v USA. K roku 2010 zde žilo 67 077 obyvatel. Správním městem okresu je Marquette. Celková rozloha okresu činí 8 871 km².

## Sousední okresy
| Růžice kompasu | Houghton County |                                     |              | Růžice kompasu |
| Růžice kompasu | Baraga County   | Sever                               | Alger County | Růžice kompasu |
| Růžice kompasu | Baraga County   | Marquette County (Michigan)         | Alger County | Růžice kompasu |
| Růžice kompasu | Baraga County   | Jih                                 | Alger County | Růžice kompasu |
| Růžice kompasu | Iron County     | Dickinson County a Menominee County | Delta County | Růžice kompasu |